# Octobre 1822

## Événements
- Révolte au Soudan contre le système d’impôts imposé par l'Égypte (fin en 1824). Ismaïl Kamil est brûlé vif. La situation sera rétablie par le defterdar Mohammed Kousrao[1].

- 6 octobre :
  - bulle Paternae charitatis du pape Pie VII qui rétablit 30 diocèses en France, supprimés à la Révolution[2].
  - France : exécution de Berton.

- 12 octobre :
  - Dom Pedro se proclame empereur constitutionnel et défenseur du Brésil sous le nom de Pierre Ier du Brésil (Pedro Ier).
  - France : le cours de Guizot et celui de Cousin sont suspendus par l'abbé Frayssinous, ministre de l'Université. Victor Hugo épouse Adèle Foucher en l'église Saint Sulpice.

- 20 octobre - 14 décembre : réunion du congrès de Vérone.
  - Au congrès de Vérone, George Canning, ministre des Affaires étrangères britannique (1822-1827) s’oppose à un projet d’intervention contre les colonies espagnoles indépendantistes d’Amérique proposé par le tsar[3].

- 20 octobre : début du congrès de Vérone[4] (fin le 14 décembre)[5]. La Sainte-Alliance décide d’intervenir en Espagne pour rétablir l’absolutisme. La France est chargée de rétablir l’ordre monarchique ce qui provoque la protestation du Royaume-Uni. Chateaubriand voit dans une intervention en Espagne l’occasion de mettre fin aux conspirations.

- 25 octobre :
  - signature du procès-verbal d'accord relatif à l'Espagne par les neuf puissances à Vérone, sauf la Grande-Bretagne.
  - [6] : en Pologne, arrestation des chefs de la Société patriotique, qui poursuit cependant ses activités. Łukasinski est enfermé dans la forteresse de Schlüsselburg, où il meurt en 1868[7].

## Naissances
- 2 octobre : Jan Kappeyne van de Coppello, homme politique néerlandais
- 4 octobre : Rutherford B. Hayes, futur président des États-Unis
- 7 octobre : Karl Georg Friedrich Rudolf Leuckart (mort en 1898), zoologiste allemand.
- 23 octobre : Gustav Spörer (mort en 1895), astronome allemand.
- 29 octobre : Frederik Abrahamson, officier et homme politique danois († 7 février 1911).

## Décès
- 13 octobre : Antonio Canova, sculpteur néoclassique italien (1757-1822).